# Gerhard Schiller
Gerhard Schiller, né le 17 avril 1949 à Stuttgart, est un ancien nageur de l'Allemagne de l'Ouest qui a participé aux Jeux olympiques d'été de 1972.

## Palmarès

### Championnats d'Europe
- Championnats d'Europe 1970 à Barcelone (Espagne)
  -  Médaille d'argent du relais 4 × 100 m nage libre
- Championnats d'Europe 1974 à Vienne (Autriche)
  -  Médaille d'or du relais 4 × 100 m nage libre